# Jacqueline Bez
Pour les articles homonymes, voir Bez.
Jacqueline Bez, née le 23 mars 1927 à Carcassonne, est une sculptrice française.

## Biographie
Jacqueline Bez passe son enfance Carcassonne dans la maison familiale, située au bout de la rue Antoine Marty. Son grand-père maternel, M. Rumeau, marchand de bestiaux venu de l’Ariège, disposait à cet endroit de grands bâtiments. Très tôt, se révèlent en elle de belles dispositions pour le dessin. Ses aptitudes sont mêmes remarquées à l’intérieur du Pensionnat Jeanne d’Arc où elle suit sa scolarité. Il lui arrive d'accompagner son père auprès du poète Joë Bousquet ; elle garde le souvenir de son visage livide marqué par la souffrance de son infirmité.
Au début de la Seconde Guerre mondiale, la famille Bez s'installe à Toulouse. Le directeur de l’École des Beaux-arts de Toulouse. Ami d’un ami de la famille, il prend Jacqueline en protection et en estime. À titre gratuit, il lui enseigne l’art du dessin. La jeune femme s’émancipe. Elle part à Paris ; elle a la ferme intention de réussir. À l’Académie de la Grande-Chaumière, elle œuvre dans l’atelier du statuaire Léopold Kretz (1907-1990). Son mariage a compliqué son travail, mais l’artiste s’enferme dans son atelier de la rue Georges-Pitard dans le XVe arrondissement. Certes, elle travaille à partir de modèles. Peu se déshabillent complètement. La nudité la gêne. Elle considère son œuvre comme étant libre et figurative, loin du réel. Son travail est tantôt maître de sa pensée lorsqu’elle taille sa pierre ; tantôt, il lui échappe quand la glaise file entre ses doigts et que de la matière, s’impose une autre idée : "Je n’ai jamais exposé que ce qui était montrable."
Petit à petit, les galeries s’intéressent à ces œuvres. Sa toute première exposition a eu lieu en 1956 au Salon de la jeune sculpture du Musée Rodin. La galerie Urban possède un correspondant à Los Angeles. À son insu, elle lui fait obtenir en 1967 le Prix de la Critique. L’année suivante, 13 mai 1968, le Grand prix des Beaux-arts de la ville de Paris lui est décerné pour sa sculpture en ciment intitulée Femme liane. Se sont enchaîné ensuite plusieurs lieux prestigieux comme La biennale internationale au Musée Rodin, la Nationale des Beaux-arts, l’Orangerie du château de Versailles ou encore le Palais de la Méditerranée à Nice. La collection des œuvres de Jacqueline Bez se partage actuellement entre les différentes collections publiques et privées. On les retrouve aux enchères chez Drouot. D’autres, sont conservée au Musée d'Art moderne de Paris.
Jacqueline Bez vit dans la région toulousaine.